# Турови
Турови је насељено мјесто у општини Трново, Република Српска, БиХ. Према прелиминарним подацима пописа становништва 2013. године, у насељеном мјесту Турови укупно је пописано 146 становника.

## Становништво
Према попису становништва из 1991. године, мјесто је имало 309 становника.
| Националност | 1991.        |
| Муслимани    | 308 (99,68%) |
| остали       | 1 (0,32%)    |
| Укупно       | 309          |

## Галерија
- Путоказ у Туровима